# Calabernardo
Calabernardo is een plaats (frazione) in de Italiaanse gemeente Noto.